# Nationale Straßen-Radsportmeister 2017
Die ersten Nationalen Straßen-Radsportmeisterschaften 2017 werden im Januar in Australien und Neuseeland ausgetragen. In den meisten anderen Nationen hingegen finden die jeweiligen Austragungen Ende Juni statt.
| Nation                       | Trikot | Straßenrennen – Männer      | Einzelzeitfahren – Männer        | Straßenrennen – Frauen        | Einzelzeitfahren – Frauen        |
| ---------------------------- | ------ | --------------------------- | -------------------------------- | ----------------------------- | -------------------------------- |
| Albanien                     |        | Ylber Sefa                  | Iltjan Nika                      |                               |                                  |
| Algerien                     |        | Youcef Reguigui             | Azzedine Lagab                   |                               |                                  |
| Angola                       |        | Bruno Araújo                | Dário António                    |                               |                                  |
| Antigua und Barbuda          |        | Robert Marsh                | Marvin Spencer                   |                               |                                  |
| Argentinien                  |        | Gonzalo Najar               | Mauricio Muller                  | Dolores Rodriguez             | Valeria Muller                   |
| Aserbaidschan                |        | Kirill Posdnjakow           | Elchin Asadov                    |                               |                                  |
| Australien                   |        | Miles Scotson               | Rohan Dennis                     | Katrin Garfoot                | Katrin Garfoot                   |
| Äthiopien                    |        | Hailemelekot Hailu          | Tsgabu Grmay                     |                               |                                  |
| Bahamas                      |        | Chad Albury                 | Liam Holowesko                   |                               |                                  |
| Barbados                     |        | Gregory Vanderpool          | Jesse Kelly                      |                               |                                  |
| Belgien                      |        | Oliver Naesen               | Yves Lampaert                    | Jolien D’hoore                | Ann-Sophie Duyck                 |
| Belize                       |        | Edgar Arana                 | Tarique Flowers                  |                               | Alicia Thompson                  |
| Bermuda                      |        | Dominique Mayho             | Dominique Mayho                  |                               | Ashley Estwanik                  |
| Bosnien und Herzegowina      |        | Ivan Siric                  | Vedad Karic                      |                               |                                  |
| Brasilien                    |        |                             | Magno Nazaret                    |                               | Ana Paula Polegatch              |
| Bulgarien                    |        | Nikolaj Michajlow           | Radoslaw Konstantinow            |                               |                                  |
| Burkina Faso                 |        | Mathias Sorgho              |                                  |                               |                                  |
| Chile                        |        | José Luis Rodríguez Aguilar |                                  | José Luis Rodríguez Aguilar   |                                  |
| Costa Rica                   |        | Gabriel Marin               | Brian Salas                      | Natalia Navarro               | Milagro Mena                     |
| Dänemark                     |        | Mads Pedersen               | Martin Toft Madsen               | Camilla Møllebro              | Cecilie Uttrup Ludwig            |
| Deutschland                  |        | Marcus Burghardt            | Tony Martin                      | Lisa Klein                    | Trixi Worrack                    |
| Dominikanische Republik      |        | Ismael Sánchez              | Augusto Sánchez                  |                               |                                  |
| Ecuador                      |        | Jhonathan Narvaez           |                                  |                               |                                  |
| Elfenbeinküste               |        | Bassirou Konté              |                                  |                               |                                  |
| Eritrea                      |        | Meron Abraham               | Mekseb Debesay                   |                               | Mossana Debesay                  |
| Estland                      |        | Gert Jõeäär                 | Silver Mäoma                     |                               | Liisi Rist                       |
| Finnland                     |        | Matti Manninen              | Sasu Halme                       | Lotta Lepistö                 | Lotta Lepistö                    |
| Frankreich                   |        | Arnaud Démare               | Pierre Latour                    | Charlotte Bravard             | Audrey Cordon                    |
| Georgien                     |        | Giorgi Nareklishvili        | Beka Nareklishvili               |                               |                                  |
| Griechenland                 |        | Charalampos Kastrantas      | Polychronis Tzortzakis           |                               | Eleni Tsimpol                    |
| Großbritannien               |        | Steve Cummings              | Steve Cummings                   | Lizzie Deignan                | Claire Rose                      |
| Guatemala                    |        |                             | Manuel Rodas                     |                               |                                  |
| Hongkong                     |        | Leung Chun-wing             | Leung Chun-wing                  | Yang Qianyu                   | Yang Pao                         |
| Indien                       |        | Naveen John                 | Naveen John                      |                               |                                  |
| Iran                         |        | Mahdi Sohrabi               | Mirsamad Pourseyedi              | Parastoo Bastidehkharghani    | Somayeh Yazdani                  |
| Irland                       |        | Ryan Mullen                 | Ryan Mullen                      | Lydia Boylan                  | Eileen Burns                     |
| Island                       |        | Anton Örn Elfarsson         | Hákon Hrafn Sigurðsson           | Erla Sigurlaug Sigurdardóttir | Ágústa Edda Björnsdóttir         |
| Israel                       |        | Roy Goldstein               | Guy Sagiv                        | Omer Shapira                  | Shani Bloch-Davidov              |
| Italien                      |        | Fabio Aru                   | Gianni Moscon                    | Elisa Longo Borghini          | Elisa Longo Borghini             |
| Japan                        |        | Yūsuke Hatanaka             | Ryōta Nishizono                  | Eri Yonamine                  | Eri Yonamine                     |
| Kanada                       |        | Matteo Dal-Cin              | Svein Tuft                       | Allison Beveridge             | Karol-Ann Canuel                 |
| Kasachstan                   |        | Artjom Sacharow             | Jandos Bïjigitov                 | Tatjana Genelewa              | Natalja Sokownina                |
| Kolumbien                    |        | Sergio Henao                | Jarlinson Pantano                | Luisa Naranjo                 | Ana Sanabria                     |
| Kroatien                     |        | Josip Rumac                 | Matija Kvasina                   | Mia Radotic                   | Mia Radotic                      |
| Kuba                         |        | Yans Arias                  | Arlenis Sierra                   | Emilio Perez                  | Arlenis Sierra                   |
| Lettland                     |        | Krists Neilands             | Aleksejs Saramotins              | Lija Laizāne                  | Lija Laizāne                     |
| Libanon                      |        |                             | Abdallah Al Er                   |                               |                                  |
| Litauen                      |        | Ignatas Konovalovas         | Ignatas Konovalovas              | Daiva Tušlaitė                | Ernesta Strainyte                |
| Luxemburg                    |        | Bob Jungels                 | Jempy Drucker                    | Christine Majerus             | Christine Majerus                |
| Marokko                      |        | Essaïd Abelouache           | Mouhssine Lahsaini               | Nadia Skoukdi                 | Nadia Skoukdi                    |
| Mauritius                    |        | Philippe Colin              | Christopher Rougier-Lagane       |                               |                                  |
| Mexiko                       |        | Efren Santos                | Ignacio Prado                    | Ingrid Drexel                 | Ingrid Drexel                    |
| Moldau                       |        | Nicolae Tanovitchii         | Nicolae Tanovitchii              |                               |                                  |
| Namibia                      |        | Till Drobisch               | Till Drobisch                    | Vera Adrian                   | Vera Adrian                      |
| Neuseeland                   |        | Joseph Cooper               | Jack Bauer                       | Rushlee Buchanan              | Jaime Nielsen                    |
| Niederlande                  |        | Ramon Sinkeldam             | Tom Dumoulin                     | Chantal Blaak                 | Annemiek van Vleuten             |
| Norwegen                     |        | Rasmus Tiller               | Edvald Boasson Hagen             | Vita Heine                    | Vita Heine                       |
| Österreich                   |        | Gregor Mühlberger           | Georg Preidler                   | Martina Ritter                | Martina Ritter                   |
| Panama                       |        |                             |                                  |                               |                                  |
| Paraguay                     |        | Antero Velázquez            | Araceli Jazmín Galeano Centurión | Víctor Grange                 | Araceli Jazmín Galeano Centurión |
| Polen                        |        | Adrian Kurek                | Michał Kwiatkowski               | Karolina Karasiewicz          | Katarzyna Pawłowska              |
| Puerto Rico                  |        |                             | Xavier Santana                   |                               | Donelys Cariño                   |
| Portugal                     |        | Ruben Guerreiro             | Domingos Goncalves               |                               |                                  |
| Ruanda                       |        | Gasore Hategeka             | Adrien Niyonshuti                | Beatha Ingabire               | Beatha Ingabire                  |
| Rumänien                     |        | Marius Petrache             | Eduard-Michael Grosu             | Ana Covrig                    | Ana Covrig                       |
| Russland                     |        | Alexander Porsew            | Ilnur Sakarin                    | Anastasia Jakowenko           | Xenia Tsjmbaljuk                 |
| Schweden                     |        | Kim Magnusson               | Tobias Ludvigsson                | Sara Penton                   | Lisa Nordén                      |
| Schweiz                      |        | Silvan Dillier              | Stefan Küng                      | Nicole Hanselmann             | Marlen Reusser                   |
| Serbien                      |        | Dusan Kalaba                | Dušan Rajović                    |                               | Jelena Erić                      |
| Singapur                     |        | Choon Huat Goh              |                                  | Yi Wei Luo                    | Yi Wei Luo                       |
| Spanien                      |        | Jesús Herrada               | Jonathan Castroviejo             | Sheyla Gutiérrez              | Lourdes Oyarbide                 |
| Slowakei                     |        | Juraj Sagan                 | Marek Čanecký                    | Alžbeta Bačíková              | Janka Stevkova                   |
| Slowenien                    |        | Luka Mezgec                 | Jan Polanc                       | Polona Batagelj               | Urša Pintar                      |
| Südafrika                    |        | Reinardt Janse van Rensburg | Daryl Impey                      | Heidi Dalton                  | Ashleigh Moolman                 |
| Südkorea                     |        | Jang Gyung-gu               | Choe Hyeong-min                  | Na Ah-reum                    | Lee Ju min                       |
| Tschechien                   |        | Zdeněk Štybar               | Jan Bárta                        | Nikola Nosková                | Nikola Nosková                   |
| Tunesien                     |        | Ali Nouisri                 |                                  |                               |                                  |
| Türkei                       |        | Onur Balkan                 | Ahmet Örken                      |                               |                                  |
| Ukraine                      |        | Witalij Buz                 | Oleksandr Poliwoda               | Jewhenija Wyssozka            | Jewhenija Wyssozka               |
| Ungarn                       |        | Krisztián Lovassy           | János Pelikán                    | Mónika Király                 | Mónika Király                    |
| Uruguay                      |        | Richard Mascarañas          | Agustin Moreira                  |                               |                                  |
| Venezuela                    |        |                             | Pedro Gutiérrez                  |                               |                                  |
| Vereinigte Arabische Emirate |        | Yousif Mirza                | Yousif Mirza                     |                               |                                  |
| Vereinigte Staaten           |        | Lawrence Warbasse           | Joey Rosskopf                    | Amber Neben                   | Amber Neben                      |
| Volksrepublik China          |        | Zhao Jingbiao               |                                  |                               |                                  |
| Belarus                      |        | Mikalaj Schumau             | Stanislau Baschkou               | Tazzjana Scharakowa           | Tazzjana Scharakowa              |
| Zypern                       |        | Alexandros Agrotis          | Andreas Miltiadis                | Andri Christoforou            | Marina Theodorou                 |